# Erich F. Greiner
Erich Friedrich Greiner (* 31. Juli 1965 in Nördlingen) ist ein deutscher Manager, Berater und Unternehmer.

## Leben
Erich Greiner wuchs in Nördlingen auf. Nach dem Abitur studierte er zunächst Mathematik, wechselte dann jedoch die Fachrichtung zu Medizin. Das Studium absolvierte er an der Universität Erlangen-Nürnberg und am Duke University Medical Center in den USA. Während des Studiums war er Stipendiat der Studienstiftung des deutschen Volkes.
Nach seiner Postdoc-Zeit am Deutschen Krebsforschungszentrum Heidelberg (DKFZ) wechselte er in die Wirtschaft zum Hamburger Biotechnologie-Unternehmen Evotec, wo er die Position des Chief Innovation Officer bekleidete. 2008 verließ er Evotec und gründete sein eigenes Unternehmen Cedrus Therapeutics, Inc.
Erich Greiner ist Aufsichtsrat bei den Biotechnologie-Unternehmen Topas Therapeutics und Tolremo Therapeutics. Außerdem arbeitet er als Berater und Gutachter für zahlreiche Wagniskapitalinvestoren und Fördermittelgeber, darunter die Deutsche Forschungsgemeinschaft und die deutschen Bundesministerien für Bildung und Forschung sowie für Gesundheit. Für sein ehrenamtliches Engagement als Gutachter in öffentlichen Förderprogrammen wurde er 2015 mit dem Bundesverdienstkreuz in der Ordensstufe „Verdienstkreuz am Bande“ geehrt.

## Ehrungen
- 2015: Bundesverdienstkreuz[3]